# اپی‌ژنتیک محاسباتی

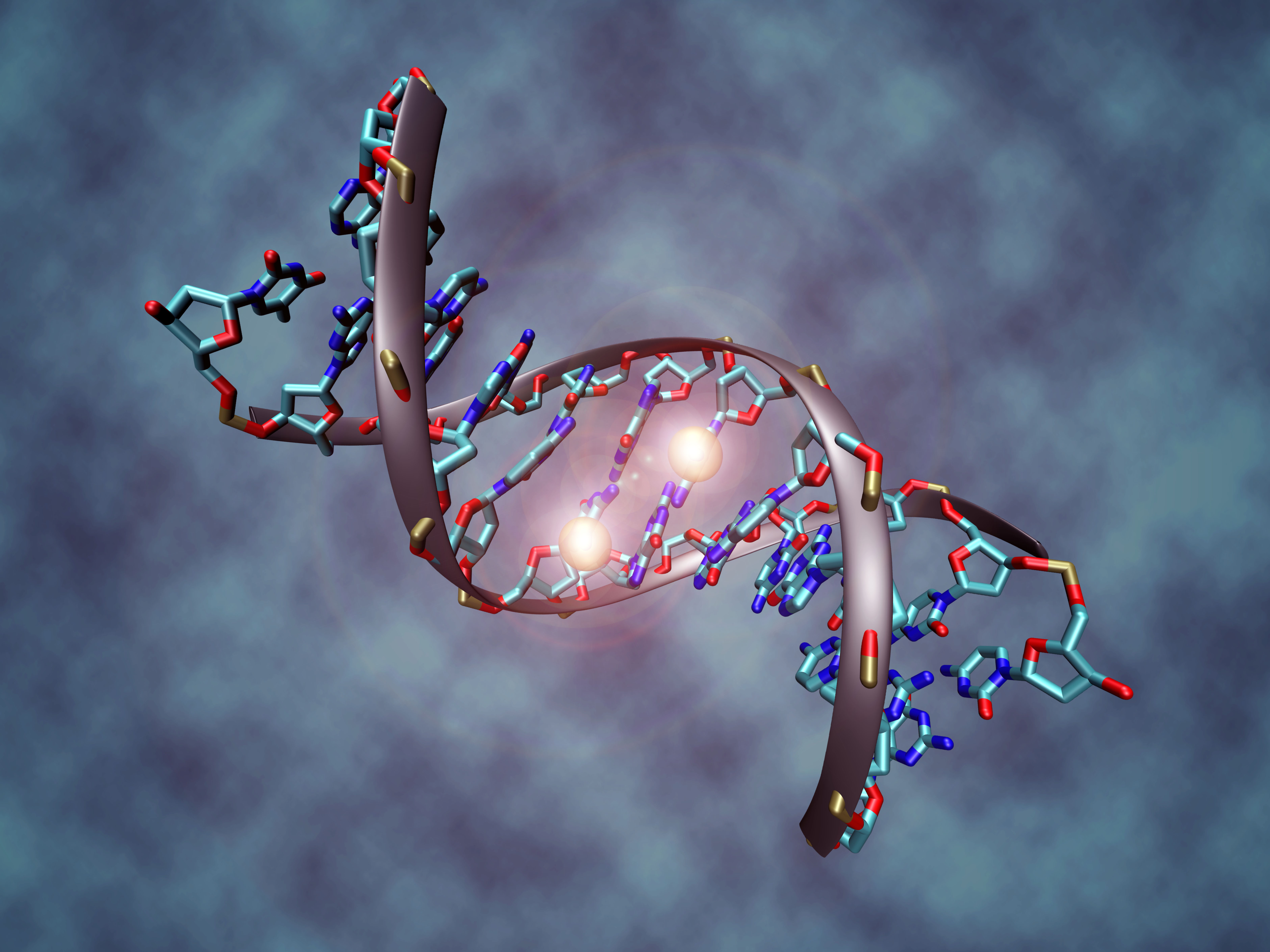
این تصویر یک مولکول DNA را نشان می دهد که روی هر دو رشته در مرکز سیتوزین متیله شده است. متیلاسیون DNA نقش مهمی در تنظیم ژن اپی ژنتیکی در توسعه و سرطان دارد. جزئیات: تصویر ساختار بلوری یک مارپیچ DNA کوتاه با توالی "accgcCGgcgcc" را نشان می دهد که روی هر دو رشته در مرکز سیتوزین متیله شده است. ساختار از بانک اطلاعات پروتئین (شماره دسترسی 329D) گرفته شده است، رندر با VMD (برنامه رندر دینامیک مولکولی ویژوال) و پس پردازش در فتوشاپ انجام شده است.

اپی‌ژنتیک محاسباتی روش‌های  بیوانفورماتیکی را به کار می‌برد تا نتایج تحقیقات آزمایشگاهی در اپی ژنتیک را کامل کند. با توجه به انفجار اخیر پایگاه داده‌های اپی ژنوم، روش‌های محاسباتی یک نقش صعودی در تمام حوزه‌های تحقیقات اپی ژنتیک ایفا می‌کنند.

## تعریف
پژوهش‌های اپی ژنتیک محاسباتی، کاربرد و توسعه روش‌های بیوانفورماتیکی برای پاسخ گویی به سؤالات اپی ژنتییک، و همچنین تحلیل محاسباتی داده و مدل‌سازی نظری در زمینهٔ اپی ژنتیک را شامل می‌شود.

## حوزه‌های پژوهش جاری

### تحلیل و پردازش دادهٔ اپی ژنتیک
روش‌های آزمایشگاهی گوناگونی برای ثبت اطلاعات اپی‌ژنتیکی (genome-wide mapping) توسعه یافته‌است که پرکاربردترین آن‌ها روش‌های ChIP-on-chip, ChIP-seq و bisulfite sequencing است.
تمام این روش‌ها مقدار زیادی داده تولید می‌کنند و نیازمند روش‌های کارای پردازش و کنترل کیفیت داده با استفاده از روش‌های بیوانفورماتیکی هستند.

### پیش گویی اپی ژنوم
یک حجم قابل توجهی از تحقیقات اپی ژنتیک به پیش گویی اطلاعات اپی ژنتیکی از مشخصه‌های توالی ژنوم اختصاص داده شده‌است. چنین پیش گویی‌هایی در خدمت یک هدف دوگانه‌است. ابتدا پیش گویی دقیق اپی ژنوم می‌تواند جایگزین اطلاعات آزمایشگاهی شود، تا حدی که شامل مکانیزم‌های اپی ژنتیک اخیراً کشف شده باشد و برای گونه‌هایی به غیر از انسان و موش به کار رود.
دوم الگوریتم‌های پیش گویی، از اطلاعات اپی ژنتیکیِ داده‌هایی که در گزارش‌ها استفاده می‌شوند، مدل‌های آماری می‌سازند و بنابراین می‌توانند به عنوان یک گام اولیه مدل‌سازی کمیِ یک مکانیزم اپی ژنتیک عمل کنند. پیش گویی موفق محاسباتی DNA و متیله شدن و استیله شدن لایزین به وسیلهٔ ترکیب ویژگی‌های گوناگون به دست آمده‌است.

### کاربردهای اپی ژنتیک در سرطان
نقش مهم نقص اپی ژنتیک برای سرطان، فرصت‌های جدیدی برای بهبود درمان و تشخیص باز می‌کند. این نواحی پویا از تحقیقات منجر به دو سؤال شده که به‌طور خاص تابع تحلیل بیوانفورماتیکی است. سؤال اول اینکه با داشتن لیستی از نواحی ژنومیک در مورد تفاوت‌های اپی ژنتیک ارائه شده بین سلول‌های تومور و کنترل‌ها (یا بین زیرگروه‌های مختلف بیماری‌ها)، آیا می‌توانیم الگوهای مشترک را تشخیص دهیم یا یا شواهدی برای رابطهٔ تابعی این نواحی با سرطان پیدا کنیم؟ سؤال دوم اینکه آیا می‌توانیم روش‌های بیوانفورماتیکی را به کار ببریم تا تشخیص و درمان را با متمایز کردن و طبقه‌بندی کردن زیرگروه‌های مهم بیماری بهبود بخشیم؟

## موضوعات در حال پیدایش
موج اولیهٔ پژوهش در زمینهٔ بیوانفورماتیک با پیشرفت سریع روش‌های آزمایشگاهی برای تولید داده، که نیازمند روش‌های محاسباتی مناسب برای پردازش داده و کنترل کیفیت است که مطالعات پیش گویی اپی ژنوم را به عنوان یک وسیله‌ای برای فهم توزیع ژنومیک اطلاعات اپی ژنتیکی آماده کرده و زیربنایی برای پروژه‌های اولیه اپی ژنتیک سرطان فراهم کرده‌است. در حالی که این موضوعات ادامه خواهند داشت تا حوزهٔ وسیعی از تحقیقات باشند و کمیت‌های داده‌های به دست آمده از پروژه‌های اپی ژنتیک یک چالش بیوانفوماتیکی معنی داری را مطرح می‌کند، که چندین موضوع اضافی در حال حاضر در حال پیدایش است.
- مدار نظارتی اپی ژنتیک: شبکه‌های نظارتی مهندسی معکوس که خواندن، نوشتن و اجرای کدهای اپی ژنتیک را انجام می‌دهند.
- اپی ژنتیک جمعیت: تقطیر مکانیسم‌های نظارتی از ادغام اطلاعات اپی ژنوم با نمودارهای‌های بیان ژن و نقشه هاپلوتیپ برای یک نمونه بزرگ از جمعیت نا همگن است.
- اپی ژنتیک تکاملی: یادگیری در مورد قواعد اپی ژنوم در انسان (و عواقب آن) توسط مقایسه گونه‌های متقابل است.
- مدل‌سازی نظری: آزمون مکانیکی و کمی کردن درک ما از مکانیزم‌های اپی ژنتیک با استفاده از شبیه‌سازی‌های درون‌رایانه‌ای.
- مرورگرهای ژنوم: توسعهٔ یک ترکیب جدیدی از خدمات وب سایت است که زیست شناسان را قادر می‌سازد تا تجزیه و تحلیل پیچیده و غیرطبیعی ژنوم و اپی ژنوم را درون محیط مرورگر ژنوم که در کاربرد ساده‌است، انجام دهند.
- اپی ژنتیک پزشکی: جستجو برای مکانیزم‌های اپی ژنتیک است که نقش مهمی در بیماری‌های غیر از سرطان ایفا می‌کند، به عنوان اماره قوی برای تنظیم اپیژنتیکی در اختلالات روانی، بیماری‌های خود ایمنی و سایر بیماری‌های پیچیده وجود دارد.

## پایگاه داده‌های اپی ژنتیک
- MethDB  شامل اطلاعات مربوط به داده‌های محتوای متیلاسیون ۱۹۹۰۵ تا DNA و ۵۳۸۲ الگوی متیلاسیون برای ۴۸ گونه، ۱۵۱۱ فرد، ۱۹۸ بافت و رده‌های سلولی و ۷۹ فنوتیپ.
- PubMeth  شامل بیش از ۵٬۰۰۰ سوابق مربوط به ژن‌های متیله شده در انواع مختلف سرطان است.
- REBASE  دارای بیش از ۲۲٬۰۰۰ ژن متیل ترانسفرازDNA مشتق شده از بانک ژن.
- MeInfoText  شامل اطلاعات متیلاسیون ژن در سراسر ۲۰۵ نوع سرطان انسانی است.
- MethPrimerDB  شامل ۲۵۹ مجموعه اولیه از انسان، موش و موش صحرایی برای تجزیه و تحلیل متیلاسیون DNA است.
- The Histone Database  Contains 254 sequences from histone H1, 383 from histone H2, 311 from histone H2B, 1043 from histone H3 and 198 from histone H4, altogether representing at least 857 species.
- ChromDB  شامل ۹۳۴۱ پروتئین، شبه-کروماتین از جمله پروتئین‌های شبه-RNAi، برای طیف وسیعی از موجودات زنده‌است.
- CREMOFAC  شامل ۱۷۲۵ کار مازاد و ۷۲۰ غیر مازاد بازسازی توالی عامل کروماتین در یوکاریوتها است.
- The Krembil Family Epigenetics Laboratory  دارای داده متیلاسیون DNA از کروموزوم‌های ۲۱، ۲۲ انسان، سلولهای زایای مردانه و نمودارهای متیلاسیون DNA در monozygotic و dizygotic دوقلوها.
- MethyLogiX DNA methylation database  شامل داده‌های متیلاسیون DNA کروموزوم انسانی ۲۱ و ۲۲، سلولهای زایای مردانه و دیررس بیماری آلزایمر است.
- List of epigenetic databases and computational epigenetic tools online